# 1962
1962 (MCMLXII) a fost un an obișnuit al calendarului gregorian care a început într-o zi de luni.

## Evenimente

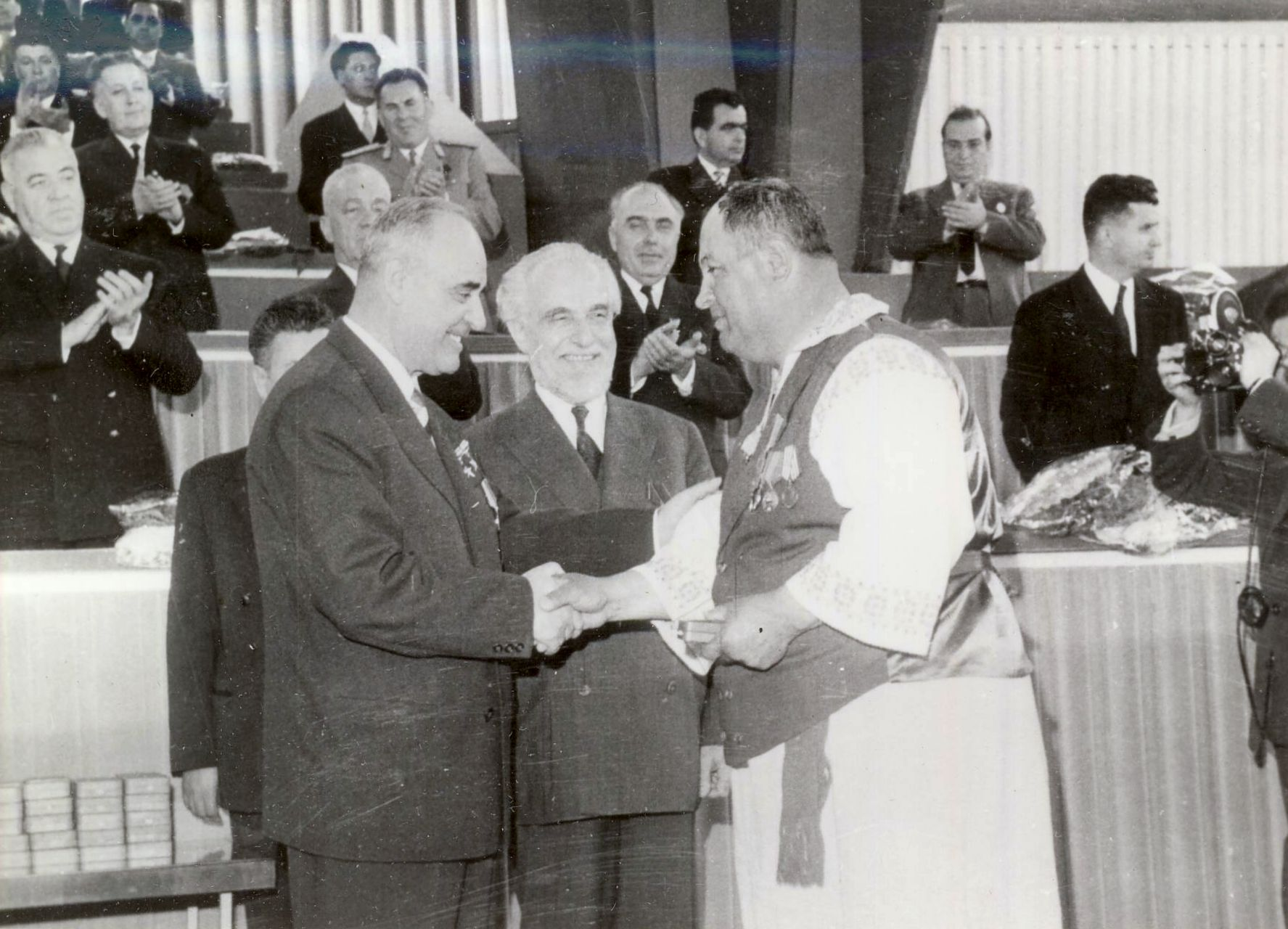
5 martie: Gheorghe Gheorghiu-Dej și Ștefan Voitec acordă medalii pentru a celebra Încheierea colectivizării agriculturii în România.

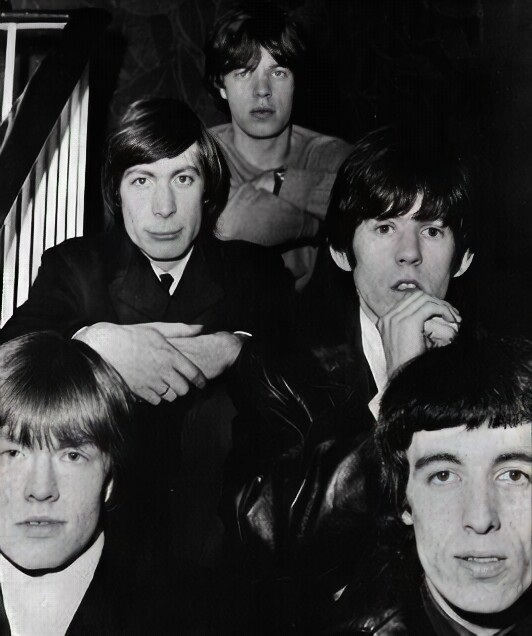
12 iulie: Este fondată la Londra, formația de muzică rock, The Rolling Stones.

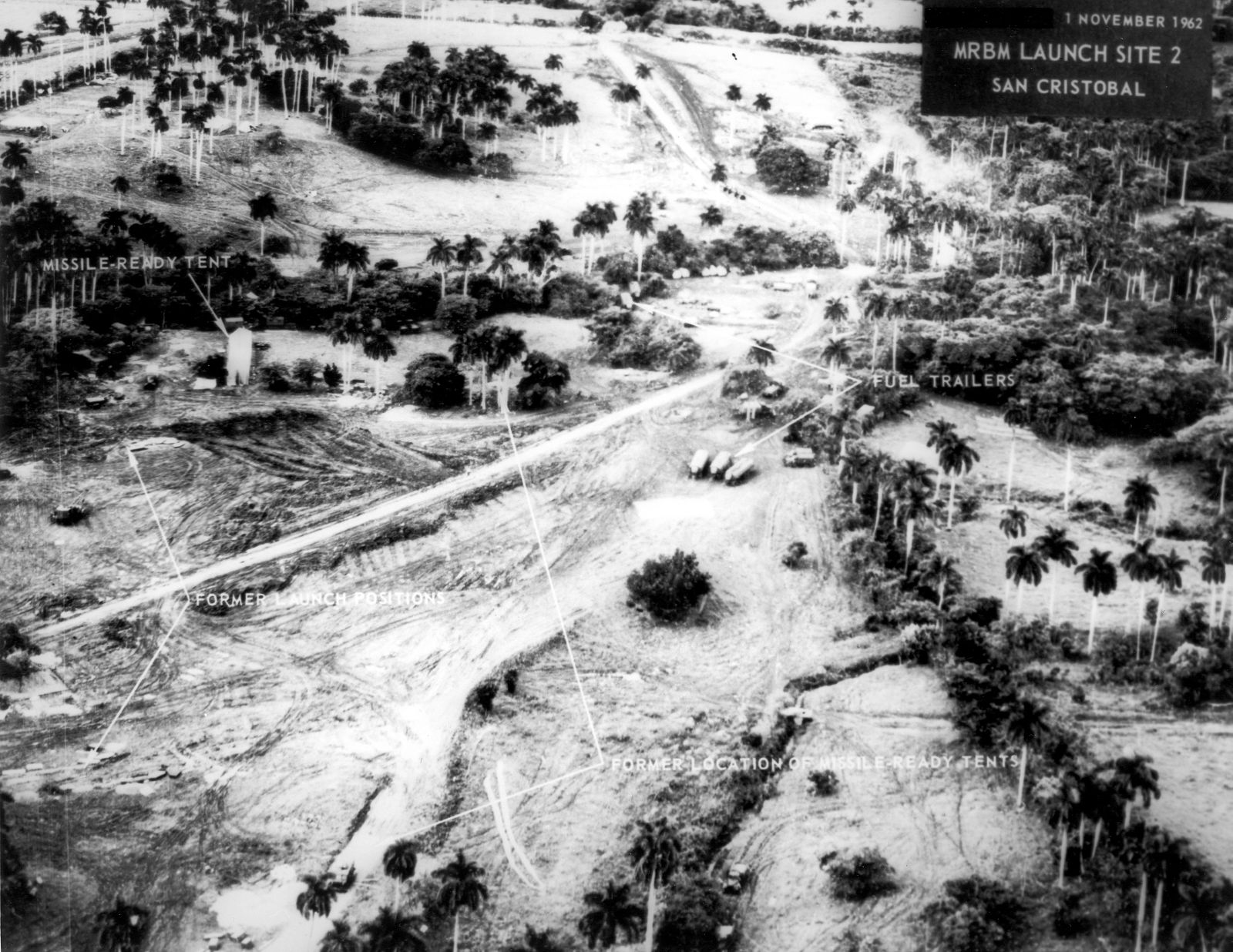
22 octombrie: Criza rachetelor cubaneze. Fotografie aeriană a armelor nucleare sovietice instalate în Cuba.

### Ianuarie
- 3 ianuarie: Papa Ioan al XXIII-lea îl excomunică pe Fidel Castro.
- 11 ianuarie: Erupe vulcanul Huascaran din Peru, unde au decedat 4.000 de persoane.

### Februarie
- 2 februarie: Pentru prima dată în 400 de ani Neptun și Pluto s-au aliniat.
- 3 februarie: SUA instituie blocada economică asupra Cubei.
- 20 februarie: A fost lansată nava cosmică Mercury–Atlas 6, cu astronautul John Glenn, care realizează primul zbor american pe orbita Terrei.
- 23 februarie: 12 țări europene formează Agenția Europeană Spațială.

### Martie
- 9 martie: Este începută construcția teatrului Ahmanson din California, Statele Unite.
- 20 martie: România și Algeria stabilesc relații diplomatice la nivel de ambasadă.
- 26 martie: Franța scurtează serviciul militar de la 26 luni la 18 luni.

### Aprilie
- 23 aprilie: Încheierea colectivizării agriculturii în România, proces început în martie 1949 și care, teoretic, trebuia să se realizeze pe baza liberului consimțământ al țăranilor, dar care s-a caracterizat prin abuzuri și violențe.

### Mai
- 5 mai: 12 est-germani au reușit să iasă din RDG printr-un tunel săpat pe sub Zidul Berlinului.
- 14 mai: La Atena, Juan Carlos al Spaniei se căsătorește cu prințesa Greciei, Sofia.
- 24 mai: Astronautul american, Scott Carpenter, a orbitat de trei ori în jurul Pământului în capsula spațială Aurora 7.

### Iunie
- 17 iunie: Brazilia învinge Cehoslovacia și câștigă finala Campionatului Mondial de Fotbal din Chile.
- 30 iunie: Ultimii soldați ai Legiunii Străine Franceze părăsesc Algeria.

### Iulie

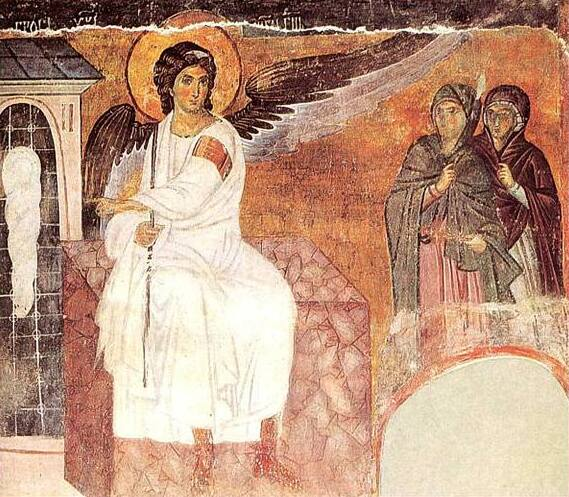
Îngerul Alb, primul mesaj de televiziune prin satelit trimis din Europa în Statele Unite ale Americii

- 5 iulie: Algeria devine stat independent față de Franța.
- 10 iulie: A fost lansat, de la Cape Canaveval, Telsar, primul satelit de telecomunicații, făcând posibilă transmiterea de programe de televiziune peste Oceanul Atlantic.
- 15 iulie: Reprezentativa feminină de handbal a României a cucerit titlul suprem la cea de-a doua ediție a Campionatului mondial, desfășurat în România, între 8 și 15 iulie. România a învins cu scorul de 8-5 echipa Danemarcei. Ziarele titrează: "15.000 de spectatori au scandat «RPR - campioana lumii e!»"
- 23 iulie: Îngerul Alb este primul mesaj de televiziune prin satelit transmis din Europa în Statele Unite ale Americii, ca simbol de pace și civilizație.

### August
- 5 august: Actrița Marilyn Monroe este găsită moartă în casa sa din Los Angeles, California, după ce aparent a luat o supradoză de somnifere.
- 5 august: Guvernul sud-african îl arestează pe Nelson Mandela.
- 6 august: Jamaica devine stat independent față de Marea Britanie.
- 22 august: Tentativă de asasinat eșuată împotriva lui Charles De Gaulle.

### Septembrie
- 26 septembrie: Război civil în Yemen.

### Octombrie
- 5 octombrie: Membrii trupei The Beatles au lansat primul lor hit în Anglia, Love Me Do.
- 9 octombrie: Uganda devine republică.
- 11 octombrie: La Roma sunt deschise lucrările Conciliului Vatican II (1962-1965).
- 14 octombrie: Începe criza rachetelor cubaneze: Un avion U-2 zburând deasupra Cubei face fotografii ale armelor nucleare sovietice.
- 18 octombrie: Întâlnire la Casa Albă între Andrei Gromîko (ministrul de externe al URSS), Anatoli Dobrînin (ambasadorul URSS în SUA) și J.F. Kennedy (președintele Statelor Unite).
- 22 octombrie: Criza rachetelor cubaneze: Începe blocada economica a SUA împotriva Cubei.
- 28 octombrie: Criza rachetelor cubaneze: Nikita Hrușciov le-a declarat americanilor că a ordonat demontarea rachetelor nucleare amplasate în Cuba.

### Noiembrie
- 1 noiembrie: Din URSS a fost lansată, pentru prima oară, o rachetă cosmică cu destinația planeta Marte. La bord era instalată stația automată interplanetară Marte-1.

### Decembrie
- 24 decembrie: România și Elveția au ridicat relațiile diplomatice la nivel de ambasadă.

### Nedatate
- Royal National Theatre. Companie britanică de teatru, având inițial denumirea de National Theatre, director fiind Laurence Kerr Olivier.

## Arte, științe, literatură și filozofie
- iunie: În Anglia se formează formația de muzică rock, The Rolling Stones. Componența grupului a fost următoarea: Mick Jagger, Keith Richards, Brian Jones, Bill Wyman și Charlie Watts.

## Nașteri

### Ianuarie

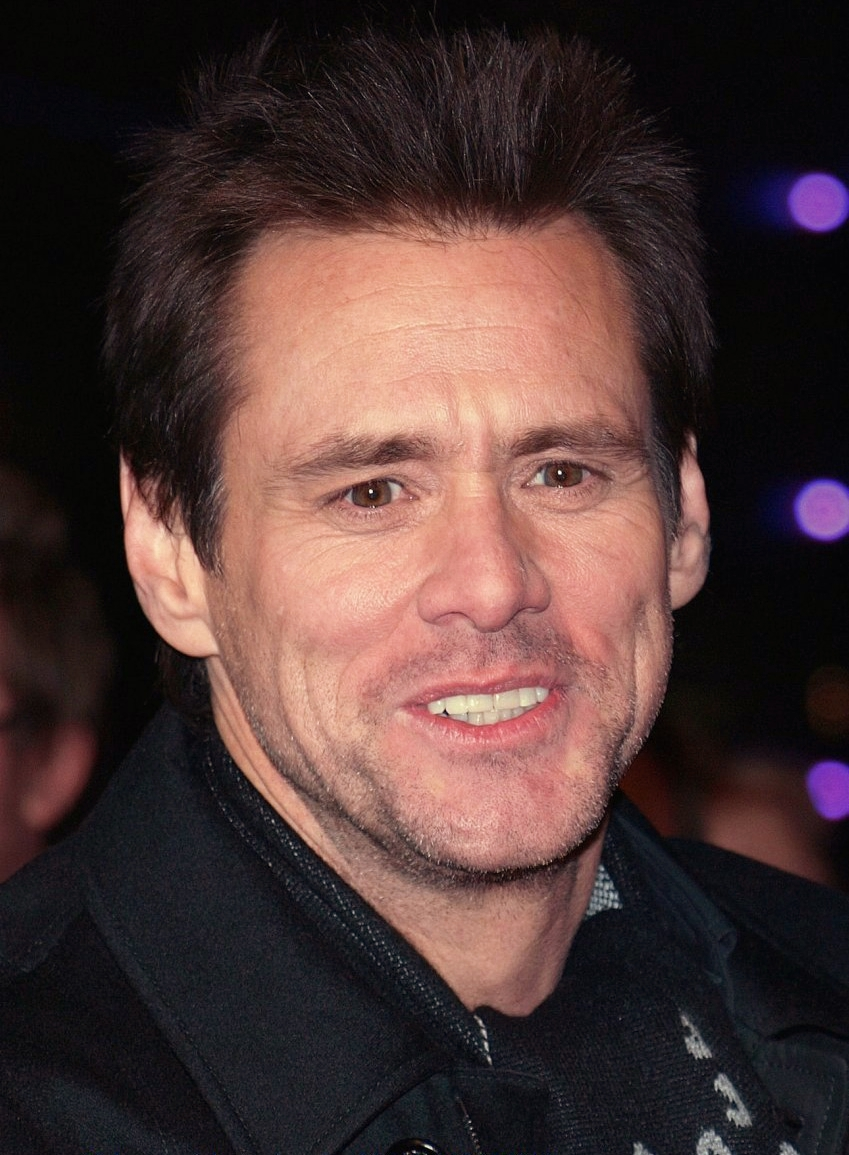
Jim Carrey, comedian și actor american de origine canadiană
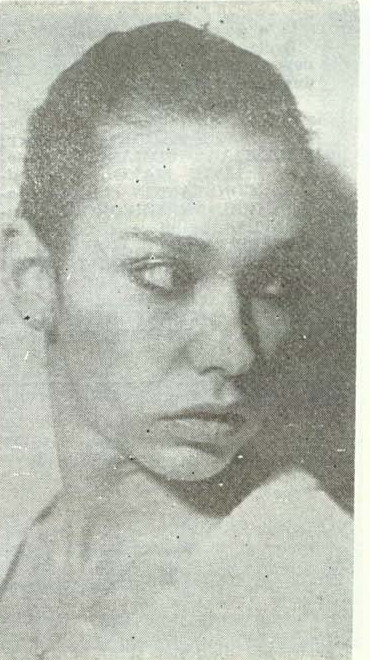
Oana Pellea, actrița română de teatru și film
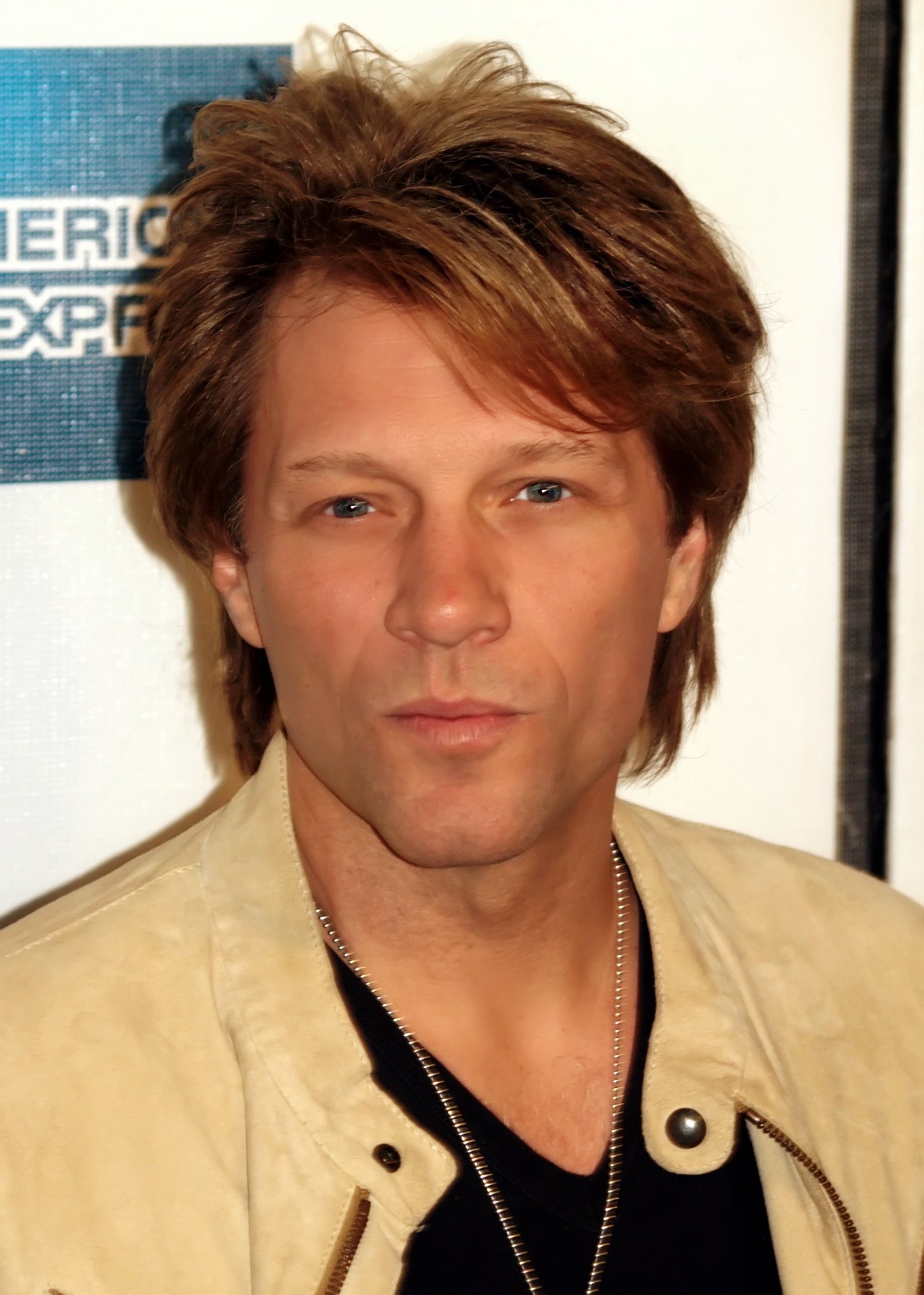
Jon Bon Jovi, actor, cântăreț, chitarist și compozitor american, liderul trupei Bon Jovi
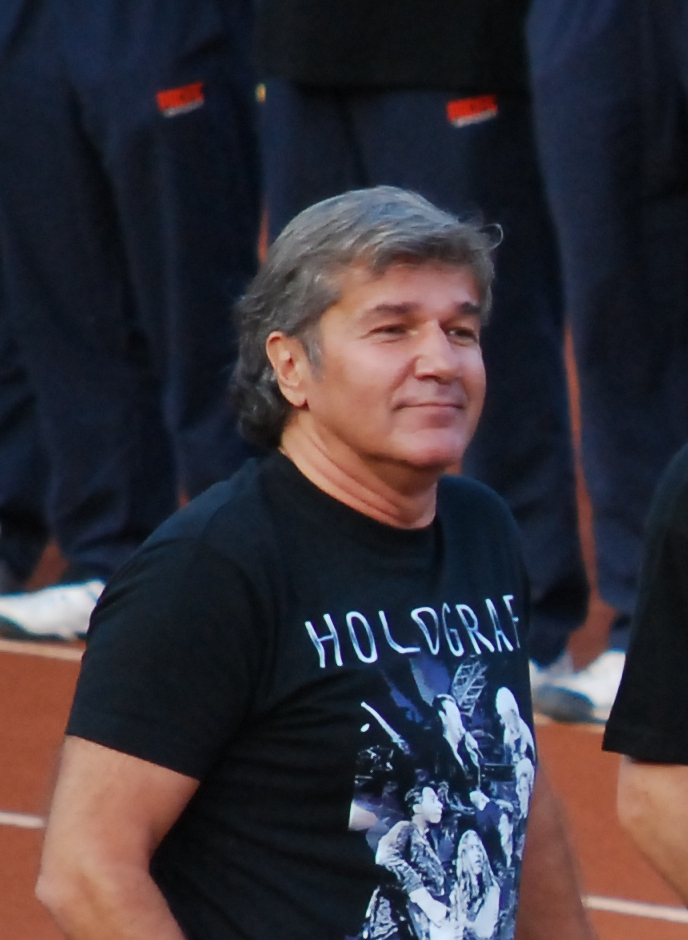
Dan Bittman, cântăreț, compozitor, actor și prezentator de televiziune român, liderul trupei Holograf

- 1 ianuarie: C. Jay Cox, actor și regizor american
- 1 ianuarie: Dorel Năstase, canotor român
- 1 ianuarie: Irina Nechit, jurnalistă română
- 2 ianuarie: Cristeana Cojocaru, atletă română
- 4 ianuarie: Maricica Țăran, canotoare română
- 5 ianuarie: Shinobu Ikeda, fotbalist japonez
- 5 ianuarie: Teodor Ioan Sîntu, politician român
- 5 ianuarie: Romică Țociu, actor român
- 6 ianuarie: Cătălin Bălescu, profesor universitar român
- 7 ianuarie: Florica Lavric, canotoare română (d. 2014)
- 10 ianuarie: Georgeta Gabor, sportivă română (gimnastică artistică)
- 11 ianuarie: Ivo Strejček, politician ceh
- 12 ianuarie: Emanuele Pirro, pilot italian de Formula 1
- 13 ianuarie: Patrick Dempsey (Patrick Galen Dempsey), actor american
- 14 ianuarie: Andrei Gheorghe, prezentator român, realizator de emisiuni radio și televiziune, născut în URSS (d. 2018)
- 15 ianuarie: Richard Seeber, politician austriac
- 17 ianuarie: Jim Carrey, actor și comedian american de origine canadiană
- 25 ianuarie: Marina Florea, cântăreață română
- 27 ianuarie: Kim Hyon Hui, scriitoare nord-coreeană
- 28 ianuarie: Peter Verhelst, scriitor belgian
- 29 ianuarie: Oana Pellea, actriță română de teatru și film
- 29 ianuarie: Olga Tokarczuk, scriitoare poloneză
- 29 ianuarie: Dorinel Ursărescu, politician român
- 30 ianuarie: Abdullah al II-lea, rege al Iordaniei (din 1999)

### Februarie
- 1 februarie: Ovidiu Marian, politician român
- 2 februarie: Anatol Șalaru, politician din R. Moldova
- 6 februarie: Stavros Lambrinidis, politician grec
- 6 februarie: Axl Rose (n. William Bruce Rose, jr.), cântăreț, compozitor și muzician american, liderul trupei Guns N' Roses
- 6 februarie: Ara Șeptilici, scriitoare română
- 10 februarie: Cliff Burton (Clifford Lee Burton), muzician și basist american (Metallica), (d. 1986)
- 10 februarie: Piero Pelù, cantautor italian
- 11 februarie: Sheryl Crow (Sheryl Suzanne Crow), cântăreață americană
- 11 februarie: Angel Tîlvăr, politician român
- 16 februarie: Gheorghe David, politician român
- 19 februarie: Ģirts Valdis Kristovskis, politician leton
- 19 februarie: Cătălin Tănase, biolog român, membru corespondent al Academiei Române
- 21 februarie: Mark Arm, muzician american
- 24 februarie: Simon Murphy, politician britanic
- 25 februarie: Dan Coriolan Simedru, politician român
- 26 februarie: Elena Cârstea, compozitoare și interpretă română de muzică ușoară
- 26 februarie: Viorica Ioja, canotoare română
- 26 februarie: Liviu Nedelcu, pictor român
- 27 februarie: Peter Imre, om de afaceri român (d. 2022)
- 27 februarie: Andrei Gruzsniczki, regizor român de film
- 28 februarie: Horia Grama, politician român

### Martie
- 2 martie: Jon Bon Jovi (n. John Francis Bongiovi, Jr.), actor, cântăreț, chitarist și compozitor american, liderul trupei Bon Jovi
- 2 martie: Gabriele Tarquini, pilot italian de Formula 1
- 8 martie: Kim Ung-Yong, copil minune coreean
- 8 martie: Mitsunori Yoshida, fotbalist japonez
- 11 martie: Ulrich Schreck, scrimer german
- 12 martie: Alexandr Bannicov, politician din R. Moldova
- 13 martie: Ana Guțu, politiciană din R. Moldova
- 15 martie: Carmen Tocală, jucătoare română de baschet
- 16 martie: Ion Diniță, politician român
- 17 martie: Kalpana Chawla, astronaut indiano-american (d. 2003)
- 19 martie: Sorin-Constantin Lazăr, politician român
- 20 martie: Stephen Sommers, regizor de film, american
- 21 martie: Rosie O'Donnell, prezentatoare americană de televiziune
- 22 martie: Liviu Negoiță, politician român
- 23 martie: Steve Redgrave, canotor britanic
- 24 martie: Constantin Popa, politician român
- 26 martie: Călin Georgescu, politician român
- 29 martie: Dan Bittman, cântăreț, compozitor, actor și prezentator de televiziune român de etnie evreiască, liderul trupei Holograf
- 31 martie: Olli Rehn, politician finlandez

### Aprilie
- 1 aprilie: Ioan-Sorin Marinescu, politician român
- 3 aprilie: Benedetto Della Vedova, politician italian
- 4 aprilie: Howard Dell, actor canadian
- 6 aprilie: Tomoyasu Asaoka, fotbalist japonez
- 7 aprilie: Mihail Krug, cântăreț rus (d. 2002)
- 8 aprilie: Paddy Lowe, inginer britanic
- 9 aprilie: Mircea Rednic, fotbalist și antrenor român
- 12 aprilie: Katsuhiro Kusaki, fotbalist japonez (atacant)
- 12 aprilie: Carlos Sainz (Carlos Sainz Cenamo), pilot de raliuri, spaniol
- 15 aprilie: Talat Xhaferi, politician macedonean, prim-ministru al Macedoniei de Nord (ianuarie - iunie 2024)
- 16 aprilie: Mihaela Popa, politiciană română
- 20 aprilie: Volodimir Liutîi, fotbalist ucrainean (atacant)
- 20 aprilie: Peter Segal, regizor de film, columbian
- 23 aprilie: John Hannah (John David Hannah), actor scoțian de film
- 23 aprilie: Shaun Spiers, politician britanic
- 25 aprilie: Patricia Grigoriu, actriță română de teatru și film (d. 2020)
- 26 aprilie: Antonia Părvanova, politiciană bulgară

### Mai
- 1 mai: Ion Bălan, politician din R. Moldova
- 1 mai: Maia Morgenstern (Emilia Maia Ninel Morgenstern), actriță română
- 5 mai: Rodica Arba, canotoare română
- 6 mai: Ioan Vieru, poet, eseist și jurnalist român
- 7 mai: Constantin Săceanu, politician român
- 9 mai: Mikloș Bodoczi, scrimer român
- 9 mai: Dave Gahan (n. David Callcott), cântăreț britanic (Depeche Mode)
- 11 mai: Ovidiu Mihăilescu, compozitor român
- 13 mai: Eduardo Palomo, actor mexican (d. 2003)
- 16 mai: Daniel Iancu, interpret român de muzică folk
- 17 mai: Aglaja Veteranyi, actriță și scriitoare elvețiană (d. 2002)
- 18 mai: Sandra (Sandra Ann Lauer), căntăreață germană (Arabesque)
- 20 mai: Aleksandr Dediușko, actor rus (d. 2007)
- 21 mai: Uwe Rahn, fotbalist german (atacant)
- 22 mai: Hayato Date, regizor japonez de filme de animație și televiziune
- 24 mai: Štefan Füle, diplomat ceh
- 28 mai: Andrei Panin, actor de teatru și film, regizor de film, rus (d. 2013)
- 30 mai: Biosphere (Geir Jenssen), muzician norvegian
- 30 mai: Timo Soini, politician finlandez
- 31 mai: Răsvan Popescu, jurnalist român
- 31 mai: Victoria Ruffo, actriță mexicană

### Iunie
- 1 iunie: Mircea Cazan, politician român
- 1 iunie: Adriean Videanu, politician român
- 7 iunie: Viola Amherd, personalitate politică elvețiană, președinta Confederației Elvețiene în anul 2024
- 10 iunie: Vincent Perez, actor elvețian
- 11 iunie: Mano Menezes (Luiz Antônio Venker de Menezes), fotbalist brazilian
- 11 iunie: Mihai Stănișoară, politician român
- 13 iunie: Bence Szabó, scrimer maghiar
- 15 iunie: Debra Ginsberg, scriitoare americană
- 19 iunie: Marian Munteanu, politician român
- 19 iunie: Dumitru Pardău, politician român
- 19 iunie: Masanao Sasaki, fotbalist japonez
- 21 iunie: Viktor Țoi, cântăreț rock, poet și actor rus cu origini coreene, lider al formației Kino (d. 1990)
- 27 iunie: Ollanta Humala, politician peruan
- 28 iunie: Anișoara Cușmir-Stanciu, atletă română
- 29 iunie: Joan Laporta, politician spaniol

### iulie

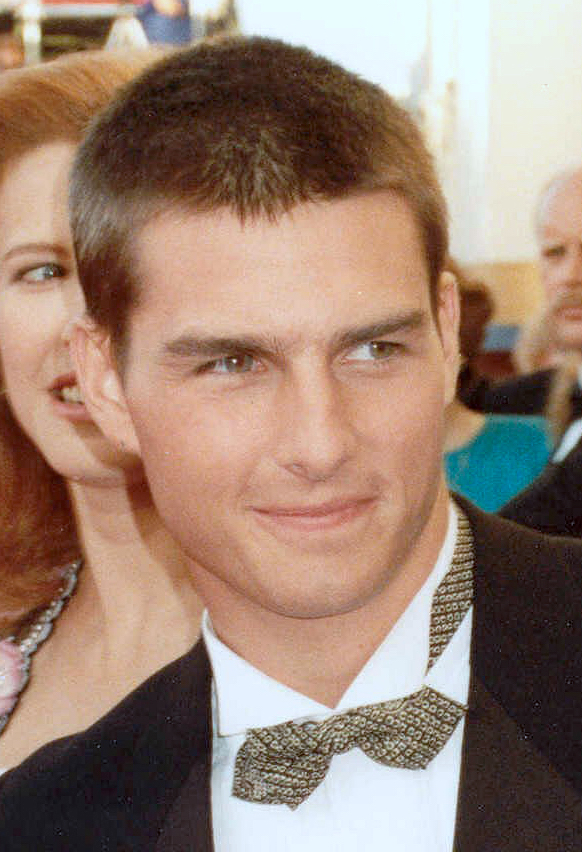
Tom Cruise, actor american
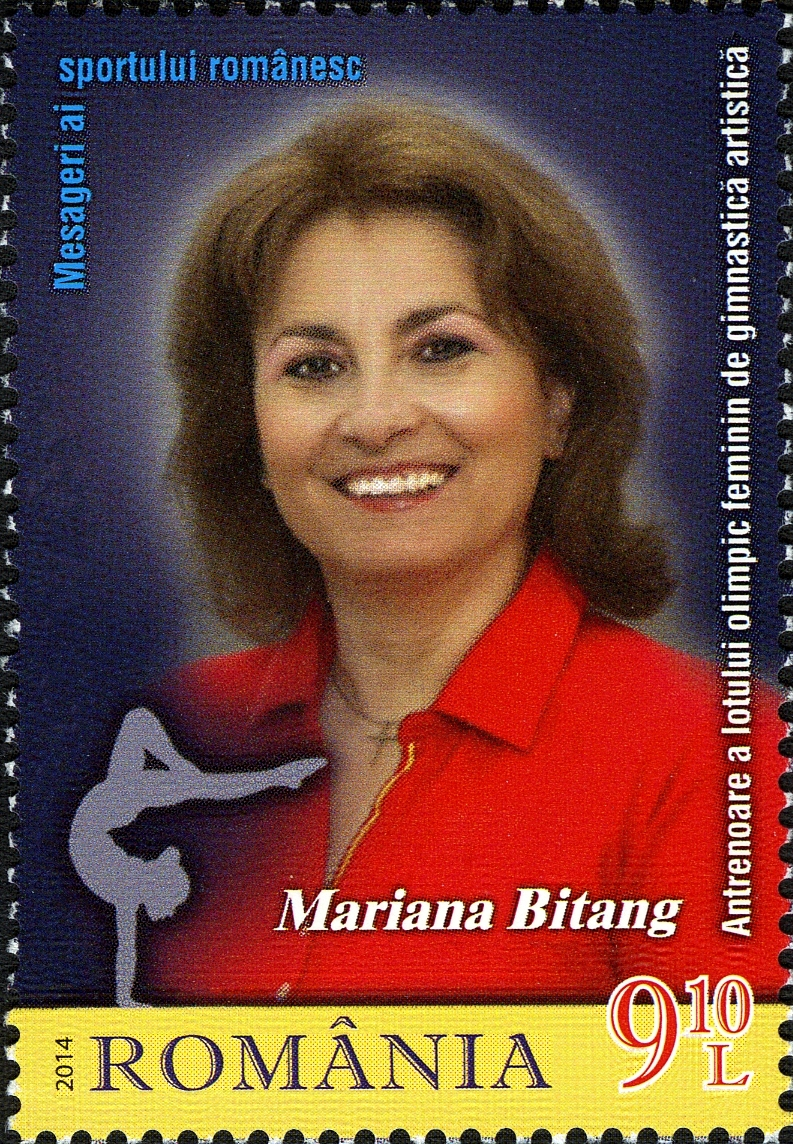
Mariana Bitang, antrenoare română de gimnastică
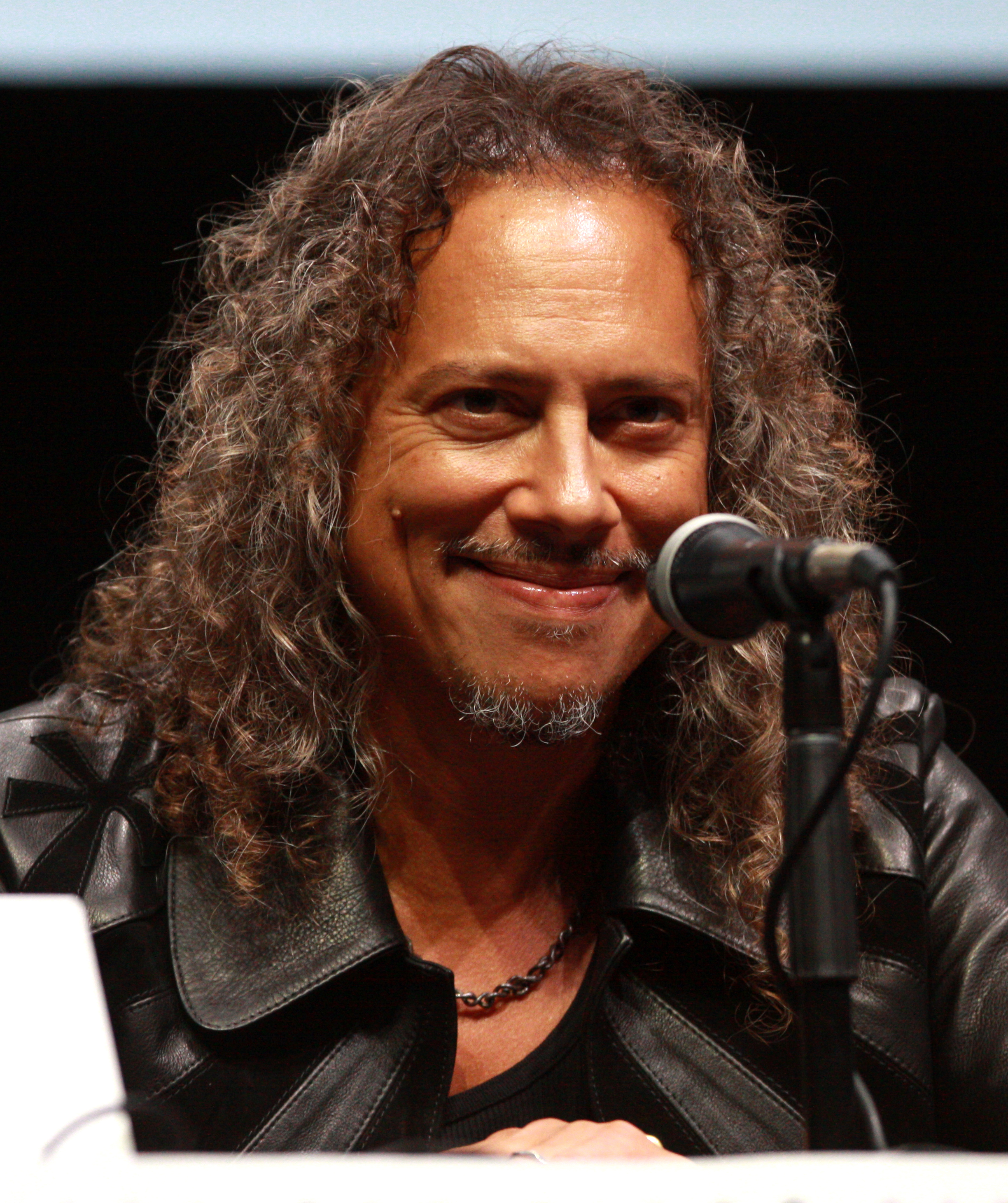
Kirk Hammett, muzician, compozitor, autor și chitarist american (Metallica)
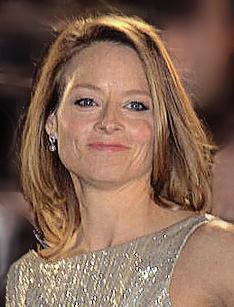
Jodie Foster, actriță americană
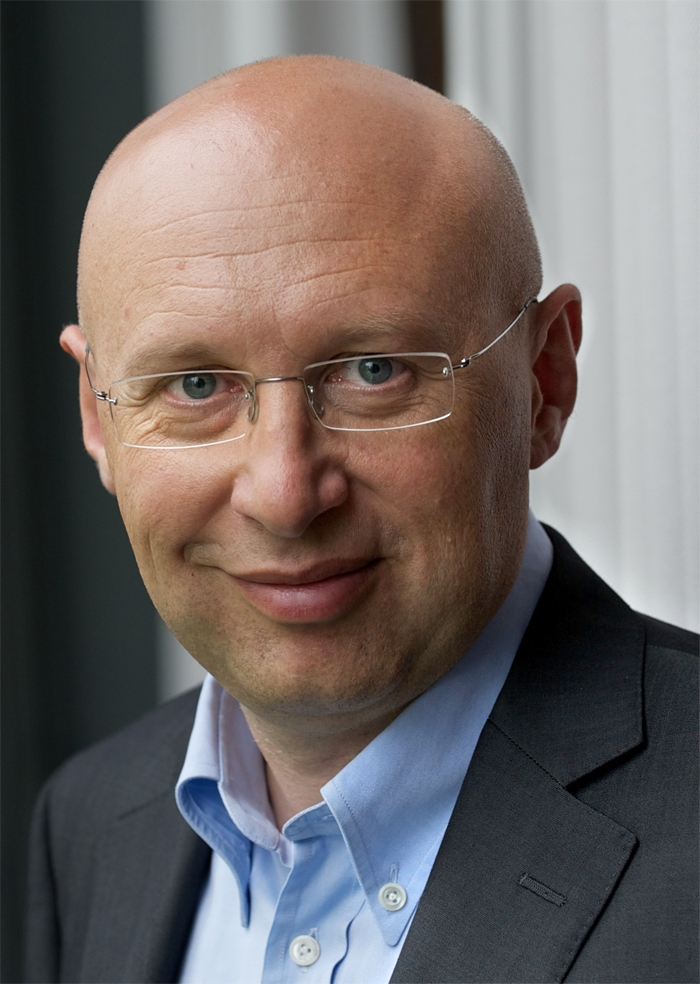
Stefan W. Hell, fizician german originar din România, laureat al Premiului Nobel

- 3 iulie: Tom Cruise (Thomas Cruise Mapother IV), actor american de film
- 7 iulie: Igor Ursachi, fotbalist din R. Moldova
- 9 iulie: Jordan Belfort, autor american, infractor, vorbitor motivațional și broker la bursă
- 13 iulie: Tom Kenny, actor american
- 17 iulie: Igor Dolea, jurist din R. Moldova
- 20 iulie: Petre Barbu, jurnalist român
- 21 iulie: Lee Aaron (n. Karen Lynn Greening), cântăreață canadiană
- 22 iulie: Romeo Stavarache, politician român
- 25 iulie: Parviz Shahbazi, regizor de film, iranian
- 26 iulie: Serghei Kirienko, politician rus
- 30 iulie: Metin Cerchez, politician român
- 30 iulie: Severica-Rodica Covaciu, politiciană română

### August
- 1 august: Liliana Năstase, atletă română
- 2 august: Šarūnas Nakas, muzician lituanian
- 2 august: Cătălin-Marian Rădulescu, politician român
- 3 august: Mariana Bitang, antrenoare română de gimnastică
- 6 august: Cornel Ștefan Bardan, politician român
- 6 august: Michelle Yeoh, actriță malaesiană de etnie chineză
- 9 august: Annegret Kramp-Karrenbauer, politician german
- 10 august: Elena Ene, politician român
- 10 august: Horia Gârbea, scriitor român
- 11 august: Ioan Bolovan, istoric român
- 11 august: Tudorița Lungu, politiciană română
- 12 august: Shigetatsu Matsunaga, fotbalist japonez (portar)
- 13 august: Marcello Novaes (Marcello Tolentino Novaes), actor brazilian
- 15 august: Dimitar Glavchev, politician bulgar, prim-ministru al Bulgariei (2024–2025)
- 16 august: Steve Carell (Steven John Carell), actor american
- 18 august: Felipe Calderon (Felipe de Jesus Calderon Hinojosa), președinte al Mexicului (2006-2012)
- 18 august: Herta Anitaș, canotoare română
- 19 august: Hermina Csata, pictoriță română de etnie maghiară
- 21 august: Ion Apostol, politician din R. Moldova
- 24 august: Viorel Palașcă, politician român
- 27 august: Sjón (n. Sigurjón Birgir Sigurðsson), scriitor islandez
- 28 august: David Fincher, regizor de film, american
- 29 august: Jutta Kleinschmidt, femeie-pilot germană de raliuri
- 30 august: Florin Dan Trepcea, politician român

### Septembrie
- 1 septembrie: Ruud Gullit, fotbalist neerlandez (atacant)
- 2 septembrie: Keir Starmer, politician britanic
- 2 septembrie: Nikolai Denkov, politician bulgar, prim-ministru al Bulgariei (6 iunie 2023 - 9 aprilie 2024)
- 5 septembrie: Peter Wingfield, actor britanic
- 9 septembrie: Liza Marklund, scriitoare și jurnalistă suedeză
- 10 septembrie: Vergil Chițac, politician român
- 10 septembrie: Ioan Dumitru Puchianu, politician român
- 10 septembrie: Bogdan Teodorescu, scriitor și politolog român
- 11 septembrie: Julio Salinas, fotbalist spaniol (atacant)
- 12 septembrie: Radu Jörgensen, jurnalist român
- 15 septembrie: Mihăiță Vârză, politician român
- 17 septembrie: Valentina Stratan, politiciană din R. Moldova
- 21 septembrie: Rob Morrow, actor american
- 22 septembrie: Chantal Simonot, politiciană franceză
- 23 septembrie: Nicolae Coande, poet român
- 27 septembrie: Gábor Fodor, om politic și avocat maghiar
- 27 septembrie: Iosif Rotariu, fotbalist român
- 30 septembrie: Bernard Makuza, politician rwandez

### Octombrie
- 1 octombrie: Esai Morales, actor american
- 3 octombrie: Oana Ionescu, producătoare română de televiziune
- 4 octombrie: Anton Adămut, scriitor român
- 5 octombrie: Michael Andretti, pilot american de Formula 1
- 6 octombrie: Anna Terrón i Cusí, politiciană spaniolă
- 7 octombrie: Roberto Quaglia, scriitor italian
- 9 octombrie: Viorel Chiriac, politician român
- 9 octombrie: Mariana Târcă, handbalistă română
- 10 octombrie: Chalermpol Malakham, cântăreț thailandez
- 11 octombrie: Miloš Koterec, politician slovac
- 12 octombrie: Branko Crvenkovski, politician macedonean
- 12 octombrie: Bashkim Fino, politician albanez
- 13 octombrie: Kelly Preston, actriță americană (d. 2020)
- 14 octombrie: Claudiu Vaișcovici, fotbalist român
- 16 octombrie: Manute Bol, baschetbalist sudanez (d. 2010)
- 16 octombrie: Marieta Ilcu, atletă română
- 19 octombrie: Vasile Caciureac, fotbalist român (atacant)
- 19 octombrie: Evander Holyfield, boxer american
- 21 octombrie: Roberto Blandón, actor mexican
- 25 octombrie: Andrian Ampleev, politician român
- 26 octombrie: Cary Elwes (Ivan Simon Cary Elwas), actor britanic
- 26 octombrie: Mihai Lupu, politician român
- 28 octombrie: Liviu Dragnea (Liviu Nicolae Dragnea), președinte al PSD (2015-2019), președinte al camerei deputaților (2016-2019)
- 29 octombrie: Marioara Trașcă, canotoare română
- 31 octombrie: Alfred Bulai, autor român

### Noiembrie
- 1 noiembrie: Anthony Kiedis, cântăreț american (Red Hot Chili Peppers)
- 1 noiembrie: Magne Furuholmen, muzician norvegian (a-ha)
- 2 noiembrie: Ákos Derzsi, politician român de etnie maghiară
- 3 noiembrie: Gabe Newell, programator și om de afaceri american
- 4 noiembrie: Oleg Voronin, om de afaceri din R. Moldova
- 6 noiembrie: Nicolae Giugea, politician român
- 9 noiembrie: Mărioara Popescu, canotoare română
- 12 noiembrie: Wim Kieft (Willem Cornelis Nicolaas Kieft), fotbalist neerlandez (atacant)
- 14 noiembrie: Ionel Floroiu, politician român
- 14 noiembrie: Laura San Giacomo, actriță americană
- 18 noiembrie: Tim Guinee (Timothy Guinee), actor american
- 18 noiembrie: Kirk Hammett, muzician, compozitor, autor și chitarist american (Metallica)
- 19 noiembrie: Jodie Foster (n. Alicia Christian Foster), actriță americană de film
- 19 noiembrie: Dan Lupașcu, jurist român
- 20 noiembrie: Gerardo Martino (Gerardo Daniel Martino), fotbalist și antrenor argentinian
- 22 noiembrie: Lucia Ofrim, filolog și folclorist român
- 23 noiembrie: Nicolás Maduro, președintele Venezuelei (din 2013)
- 26 noiembrie: Reinhart Guib, teolog german
- 26 noiembrie: Mircea Man, politician român
- 27 noiembrie: Anatol Arapu, politician și economist din R. Moldova
- 27 noiembrie: Charlie Benante, muzician american
- 27 noiembrie: Mike Bordin (Michael Andrew Bordin), muzician american (Faith No More)
- 27 noiembrie: Mihaela Rădescu, actriță română

### Decembrie
- 2 decembrie: Linda McAvan, politiciană britanică
- 4 decembrie: Dănuț Ioan Fleacă, politician român
- 5 decembrie: Diana Cozma, actriță română, scriitoare, traducătoare, membră a Uniunii Scriitorilor din România
- 5 decembrie: Marion Kracht, actriță germană
- 6 decembrie: Antonio Calloni, actor brazilian
- 10 decembrie: Cássia Eller, muziciană braziliană (d. 2001)
- 10 decembrie: Miho Mosulișvili, scriitor georgian
- 10 decembrie: Larisa Șavga, economistă din R. Moldova
- 12 decembrie: Tracy Austin, jucătoare americană de tenis
- 12 decembrie: Ovidiu Silaghi, politician român
- 14 decembrie: Bela B. (n. Dirk Felsenheimer), muzician german
- 15 decembrie: Ingo Schulze, scriitor german
- 16 decembrie: Maruschka Detmers, actriță neerlandeză
- 23 decembrie: Stefan W. Hell, fizician german de etnie română, laureat al Premiului Nobel (2014)
- 23 decembrie: Dan Manoliu, politician român
- 24 decembrie: Nazare Eugen Țapu, politician român
- 29 decembrie: Carles Puigdemont i Casamajó, politician spaniol
- 29 decembrie: Wynton Rufer, fotbalist neozeelandez (atacant)
- 30 decembrie: Kossi Efoui, scriitor togolez
- 30 decembrie: Alessandra Mussolini, politiciană italiană
- 31 decembrie: Machi Tawara, scriitoare japoneză

## Decese

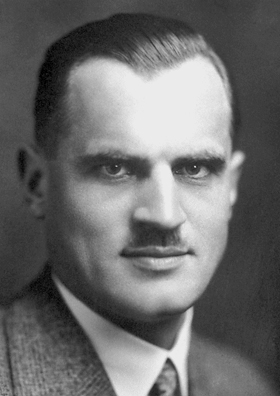
Arthur Holly Compton, fizician american, laureat al Premiului Nobel
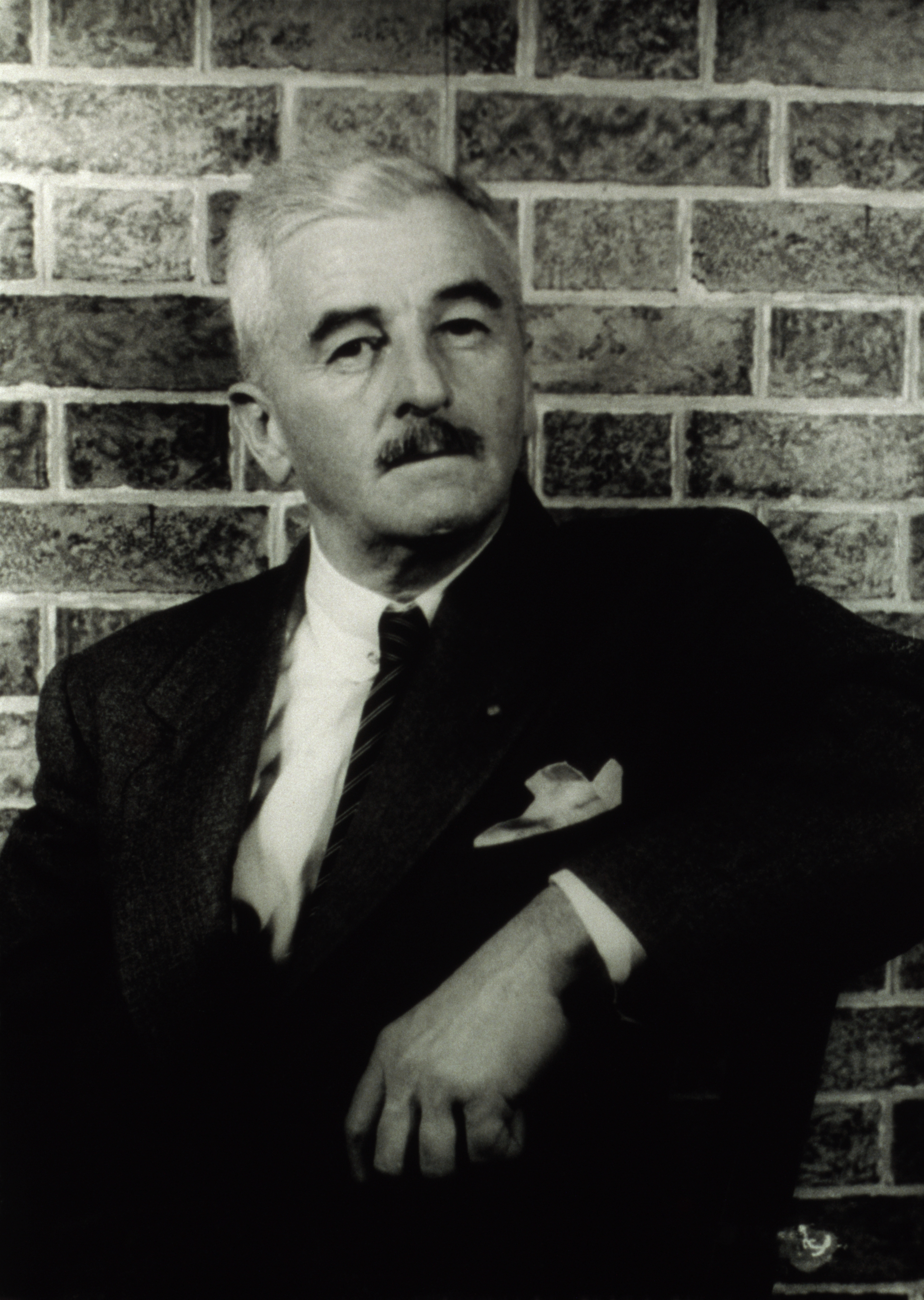
William Faulkner, scriitor american, laureat al Premiului Nobel
Richard Aldington, poet și prozator englez
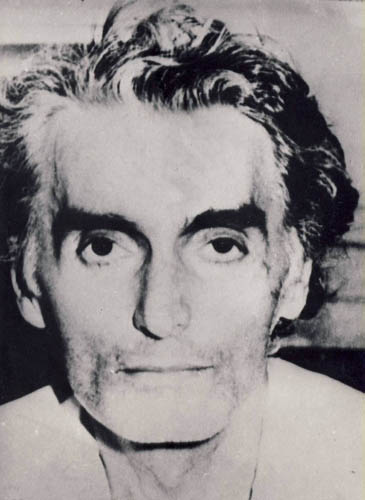
Ion Țuculescu, pictor, biolog și medic român

- 11 februarie: Károly Acsády, 54 ani, scriitor, poet și jurnalist maghiar (n. 1907)
- 9 ianuarie: Lajos Dávid, 80 ani, matematician român (n. 1881)
- 17 ianuarie: Gerrit Achterberg, 56 ani, poet neerlandez(n. 1905)
- 24 ianuarie: Andre Lhote, 77 ani, pictor, sculptor, scriitor și pedagog francez (n. 1885)
- 24 ianuarie: Ahmet Hamdi Tanpınar, 60 ani, scriitor turc (n. 1901)
- 25 ianuarie: William H. Bradley, 93 ani, artist american (n. 1868)
- 6 februarie: Candido Portinari, 58 ani, pictor brazilian (n. 1903)

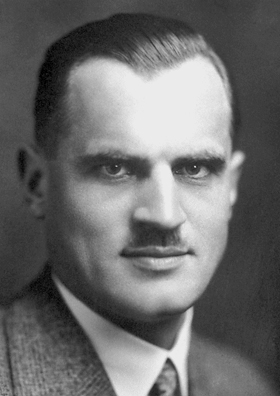
Arthur Holly Compton, fizician american, laureat al Premiului Nobel
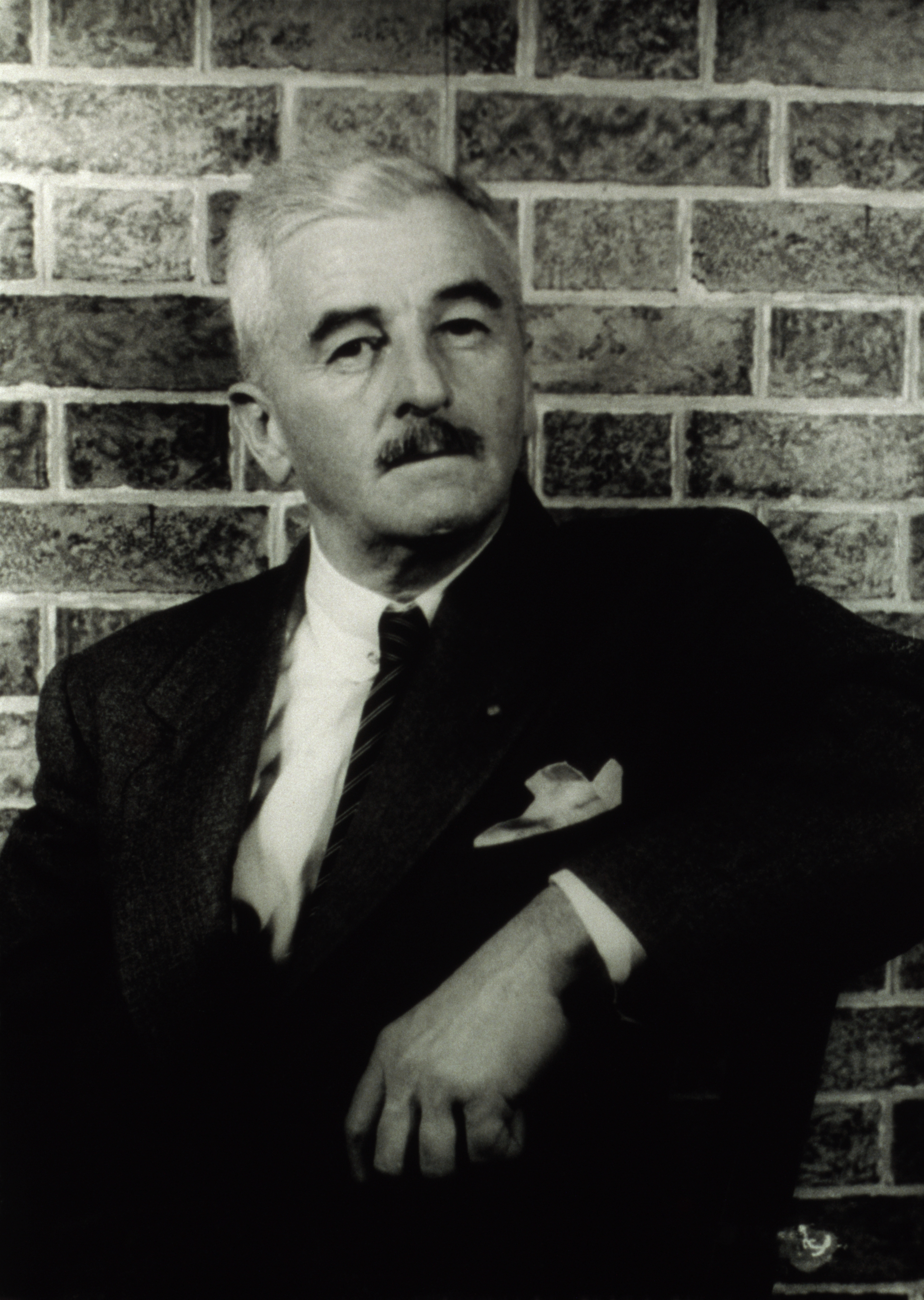
William Faulkner, scriitor american, laureat al Premiului Nobel
Richard Aldington, poet și prozator englez
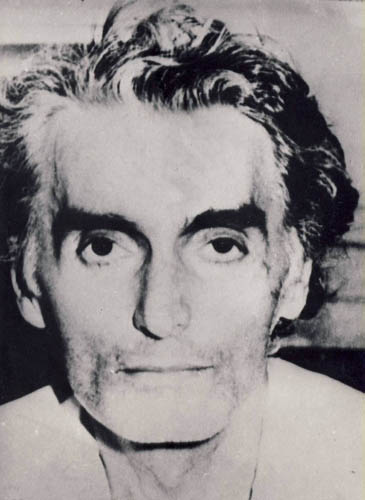
Ion Țuculescu, pictor, biolog și medic român

- 11 februarie: Károly Acsády, 54 ani, scriitor, poet și jurnalist maghiar (n. 1907)
- 15 februarie: Carl Seelig, 67 ani, scriitor elvețian (n. 1894)
- 18 februarie: Philippe Cattiau (Philippe Louis Eugène Cattiau), 69 ani, scrimer francez (n. 1892)
- 19 februarie: Georgios Papanikolaou, 78 ani, medic oncolog grec (n. 1883)
- 27 februarie: Selahattin Adil, 80 ani, politician turc (n. 1882)
- 3 martie: Pierre Benoit, 75 ani, scriitor francez (n. 1886)
- 15 martie: Arthur Holly Compton, 69 ani, fizician american, laureat al Premiului Nobel (1927), (n. 1892)
- 16 martie: Ștefan Jäger, 84 ani, pictor român (n. 1877)
- 17 martie: Wilhelm Blaschke (Wilhelm Johann Eugen Blaschke), 76 ani, matematician austriac (n. 1885)
- 19 martie: Vasili Stalin, 40 ani, aviator sovietic, fiul lui Iosif Stalin (n. 1921)
- 20 martie: Andrew Ellicott Douglass, 94 ani, astronom american (n. 1867)
- 20 martie: Chsrles Wright Mills, 45 ani, sociolog american (n. 1916)
- 1 aprilie: Camil Ressu, 82 ani, pictor și pedagog român (n. 1880)
- 14 aprilie: Iuliu Baratky (Gyula Baratky), 51 ani, fotbalist român (atacant), de etnie maghiară (n. 1910)
- 6 mai: Virginia Andreescu Haret (n. Maria Virginia Andreescu), 67 ani, arhitectă română (n. 1894)
- 19 mai: Gabriele Münter, 85 ani, pictoriță germană (n. 1877)
- 20 mai: Josef Uridil, 66 ani, fotbalist și antrenor austriac (n. 1895)
- 26 mai: Karl Rapp (Karl Friedrich Rapp), 79 ani, inginer german (n. 1882)
- 29 mai: Gheorghe Arsenescu, 54 ani, ofițer român (n. 1907)
- 2 iunie: Fran Saleški Finžgar, 91 ani, scriitor sloven (n. 1871)
- 3 iunie: Veaceslav Volghin, 83 ani, istoric rus (n. 1879)
- 6 iunie: Yves Klein, 34 ani, pictor francez (n. 1928)
- 22 iunie: Tivadar Uray, 66 ani, actor maghiar (n. 1895)
- 5 iulie: Avraham Granot, 72 ani, politician israelian (n. 1890)
- 6 iulie: William Faulkner (n. William Cuthbert Falkner), 64 ani, scriitor american, laureat al Premiului Nobel (1949), (n. 1897)
- 9 iulie: Georges Bataille (n. Georges Albert Maurice Victor Bataille), 64 ani, antropolog, bibliotecar, critic literar, eseist, filozof și scriitor francez (n. 1897)
- 10 iulie: Yehuda Leib Maimon, 86 ani, politician israelian (n. 1875)
- 16 iulie: Jan Romein (Jan Marius Romein), 68 ani, istoric neerlandez (n. 1893)
- 27 iulie: Richard Aldington (n. Edward Godfree Aldington), 70 ani, poet și prozator englez (n. 1892)
- 27 iulie: Ion Țuculescu, 52 ani, pictor, biolog și medic român (n. 1910)

Marilyn Monroe, actriță, model și cântăreață americană
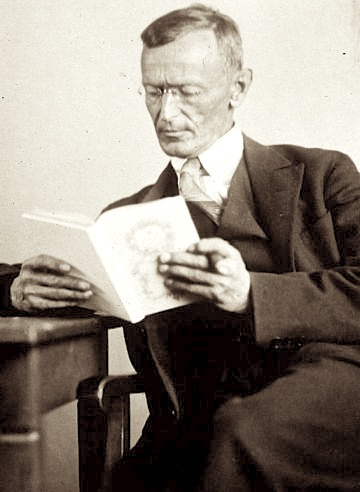
Hermann Karl Hesse, scriitor german, laureat al Premiului Nobel
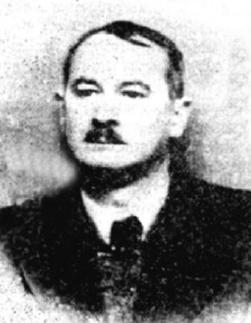
Felix Aderca, prozator, romancier, poet, dramaturg, estetician, eseist și critic literar român, de origine evreiască
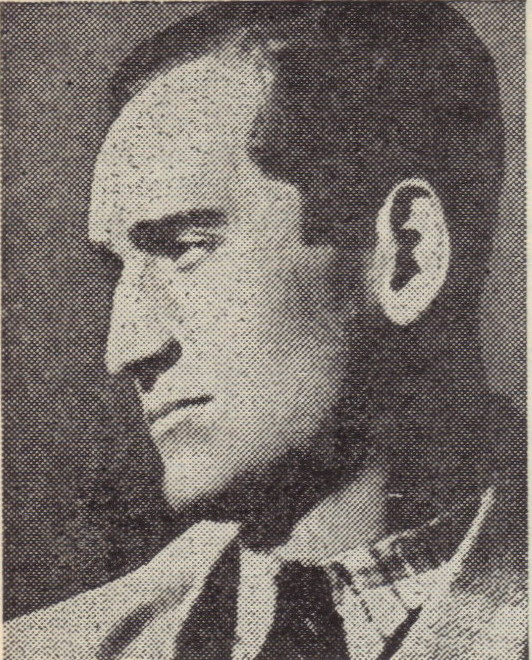
Radu Stanca, dramaturg, poet, eseist și regizor de teatru român

- 4 august: Marilyn Monroe (n. Norma Jean Mortensen), 36 ani, actriță, fotomodel și cântăreață americană (n. 1926)
- 1 august: Leon Kruczkowski, 62 ani, scriitor polonez (n. 1900)

Marilyn Monroe, actriță, model și cântăreață americană
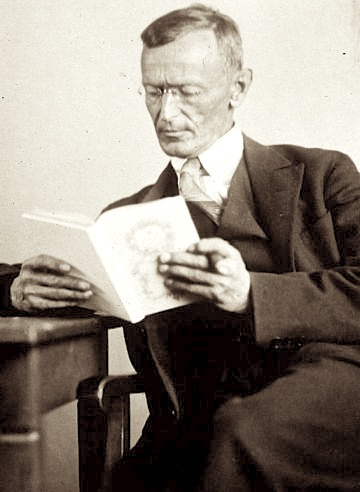
Hermann Karl Hesse, scriitor german, laureat al Premiului Nobel
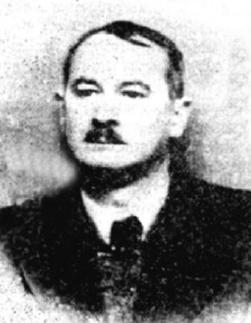
Felix Aderca, prozator, romancier, poet, dramaturg, estetician, eseist și critic literar român, de origine evreiască
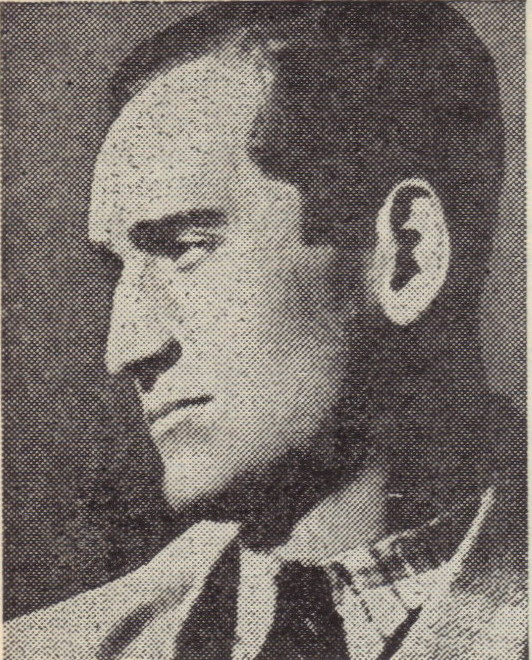
Radu Stanca, dramaturg, poet, eseist și regizor de teatru român

- 4 august: Marilyn Monroe (n. Norma Jean Mortensen), 36 ani, actriță, model și cântăreață americană (n. 1926)
- 9 august: Hermann Karl Hesse, 85 ani, scriitor german, laureat al Premiului Nobel (1946), (n. 1877)
- 23 august: Andor Sas, 75 ani, istoric maghiar (n. 1887)
- 3 septembrie: E. E. Cummings (Edward Estlin Cummings), 68 ani, poet american (n. 1894)
- 6 septembrie: Ellen Ottilia Osiier (n. Ellen Ottilia Thomsen), 72 ani, campioană olimpică daneză la scrimă (n. 1890)
- 7 septembrie: Karen Blixen (Karen Christentze Dinesen), 77 ani, scriitoare daneză (n. 1885)
- 7 septembrie: Eiji Yoshikawa, 70 ani, romancier japonez (n. 1892)
- 6 octombrie: Tod Browning (Charles Albert Browning), 82 ani, regizor american de film (n. 1880)
- 16 octombrie: Prințesa Elena a Serbiei (n. Jelena Karađorđević), 77 ani (n. 1884)
- 7 noiembrie: Anna Eleanor Roosevelt, 78 ani, Prima Doamnă a SUA, soția președintelui Franklin D. Roosevelt, diplomată și activistă pentru drepturile omului (n. 1884)
- 11 noiembrie: Ion I. Nistor, 86 ani, istoric român (n. 1876)
- 18 noiembrie: Niels Bohr (n. Niels Henrik David Bohr), 77 ani, fizician danez, laureat al Premiului Nobel (1922), (n. 1885)
- 22 noiembrie: Amza Jianu, 81 ani, medic chirurg român (n. 1881)
- 28 noiembrie: Regina Wilhelmina a Olandei (n. Wilhelmina Helena Pauline Marie), 82 ani (n. 1880)
- 2 decembrie: Vencel Biró, 77 ani, istoric român (n. 1885)
- 12 decembrie: Felix Aderca (n. Zelicu Froim Aderca), 71 ani, prozator, romancier, poet, dramaturg, estetician, eseist și critic literar român, de origine evreiască (n. 1891)
- 14 decembrie: Simion Mehedinți, 94 ani, geograf și etnolog român, creator al școlii române de geografie (n. 1868)
- 17 decembrie: Aurelia Cionca, 74 ani, pianistă română (n. 1888)
- 20 decembrie: Emil Artin, 64 ani, matematician austriac (n. 1898)
- 26 decembrie: Radu Stanca, 42 ani, dramaturg, poet, eseist și regizor de teatru român (n. 1920)
- 27 decembrie: Erwin Wittstock, 63 ani, scriitor român de limba germană (n. 1889)
- 30 decembrie: Zsigmond Remenyik , 62 ani, jurnalist maghiar (n. 1900)

## Premii Nobel
- Fizică: Lev Davidovich Landau (URSS)
- Chimie: Max Ferdinand Perutz, John Cowdery Kendrew (Regatul Unit)
- Medicină: Francis Harry Compton Crick, James Dewey Watson, Maurice Hugh Frederick Wilkins (Regatul Unit)
- Literatură: John Ernest Steinbeck (SUA)
- Pace: Linus Carl Pauling (SUA)

## Medalia Fields
- Lars Hörmander (Suedia)
- John Milnor (SUA)